# Флейм
Флейм (від англ. flame — вогонь) — обмін повідомленнями в ехоконференціях Фідонет, інтернет-форумах і чатах: словесна війна, яка не має жодного стосунку до початкової теми.
Повідомлення флейму містять особисті образи, і часто направлені на подальше розпалювання суперечки, сварки. Іноді застосовується в контексті тролінгу, але частіше флейм спалахує просто через образу на віртуального співрозмовника.

## Найчастіші причини флейму
- Дружні глузування, невдалі і двозначні жарти, натяки тощо — образливі при нормативному тлумаченні в серйозному сенсі.
- Різкі висловлювання на адресу «сторонніх об'єктів» (ігор, корпорацій, спортивних команд, програм, фільмів, артистів), які хоч і не є нападками на особу, теж, але можуть братися ними близько до серця.
- Неаргументована критика чи насмішка, наприклад, з приводу тезисного висловлювання, без висунення антитези.
- Деякі полемічні прийоми (наприклад, шляхом доведення до абсурду правильно вираженої думки співрозмовника за допомогою підміни понять).
- Зверхні вирази, викликані помилковим визначенням віку або кваліфікації співрозмовника.
- Кидання виклику співрозмовнику.
- Різні погляди на політичні та історичні події.
- Дебати, полеміка, демагогія з використанням образливих висловлювань, що не стосуються початкової теми.